# Хорхе Фоссаті
Хорхе Фоссаті (ісп. Jorge Fossati, нар. 22 листопада 1952, Монтевідео) — уругвайський футболіст, що грав на позиції воротаря. По завершенні ігрової кар'єри — футбольний тренер. З 2023 року очолює тренерський штаб збірної Перу.

## Клубна кар'єра
У дорослому футболі дебютував 1970 року виступами за команду клубу «Рампла Хуніорс».
Протягом 1972 року захищав кольори команди клубу «Сентраль Еспаньйол».

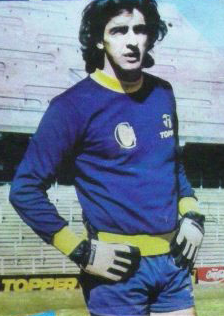
Хорхе Фоссаті під час виступів за «Росаріо Сентраль». 1986 рік.

Своєю грою за останню команду привернув увагу представників тренерського штабу клубу «Пеньяроль», до складу якого приєднався 1973 року. Відіграв за команду з Монтевідео наступні сім сезонів своєї ігрової кар'єри, ставши з командою п'ятиразовим чемпіоном Уругваю.
З 1981 року грав за кордоном у складі аргентинського «Індепендьєнте» (Авельянеда), колумбійського «Мільйонаріоса», парагвайської «Олімпії» (Асунсьйон) та чилійського «Грін Кросса».
1984 року Фоссаті повернувся до Аргентини, де виступав за «Росаріо Сентраль» та «Текстіль Мандію», виборовши з першими титул чемпіона Аргентини.
З 1988 року грав у Бразилії за «Аваї», а наступного року перейшов у «Корітібу», де і завершив професійну ігрову кар'єру у 1990 році.

## Виступи за збірну
Виступав у складі національної збірної Уругваю, провівши у формі головної команди країни 3 матчі.

## Кар'єра тренера
Після завершення своєї футбольної кар'єри Фоссаті став футбольним тренером. Він тренував такі уругвайські клуби, як «Рівер Плейт» (Монтевідео), «Пеньяроль», «Данубіо», і іноземні — парагвайський «Серро Портеньйо», аргентинський «Колон» з Санта-Фе і еквадорський ЛДУ Кіто.
У 2004 році Хорхе Фоссаті був призначений головним тренером збірної Уругваю, якою керував на Кубку Америки 2004 року у Перу, на якому команда здобула бронзові нагороди. Провівши потім відбірковий цикл до чемпіонату світу 2006 року в Німеччині і не досягнувши прийнятного результату (збірна Уругваю програла в стикових матчах збірній Австралії), Фоссаті був змушений піти у відставку.
2006 року уругвайський фахівець отримав пропозицію попрацювати з чинним на той момент чемпіоном Катару — клубом «Аль-Садд». За рік роботи в команді Хорхе Фоссаті зміг привести його до 11-го в історії чемпіонства. Потім він тренував збірну Катару, змінивши на цьому посту Джемалудина Мушовича.
У 2009 році Фоссаті повернувся в еквадорський «ЛДУ Кіто», який привів до перемоги в Рекопі і Південноамериканському кубку. 
13 грудня 2009 було оголошено про підписання Фоссаті річного контракту з бразильським «Інтернасьйоналом», але вже в травні Хорхе був звільнений і незабаром очолив саудівський «Аль-Шабаб».
З початку 2011 року Фоссаті знову очолив «Аль-Садд», вигравши з ним Лігу чемпіонів АФК.
В липні 2012 року вруге очолив парагвайський «Серро Портеньйо», вигравши з ним чемпіонат Парагваю, після чого працював з «Аль-Айном» та вже знайомим «Пеньяролем».
З літа 2015 року очолював тренерський штаб команди «Аль-Райян», а наступного 2016 року був удруге призначений головним тренером катарської збірної. У липні 2017 року його на цій позиції змінив іспанець Фелікс Санчес Бас, який до цього успішно працював з юнацькою і молодіжною збірними країни.
2019 року ненадовго очолив саудівський «Аль-Аглі», після чого повернувся на батьківщину, де тренував «Рівер Плейт» (Монтевідео) та «Данубіо».
2023 року був запрошений до Перу, де після нетривалої роботи з командою «Універсітаріо де Депортес» прийняв пропозицію очолити тренерський штаб місцевої збірної.

## Титули і досягнення

### Як гравця

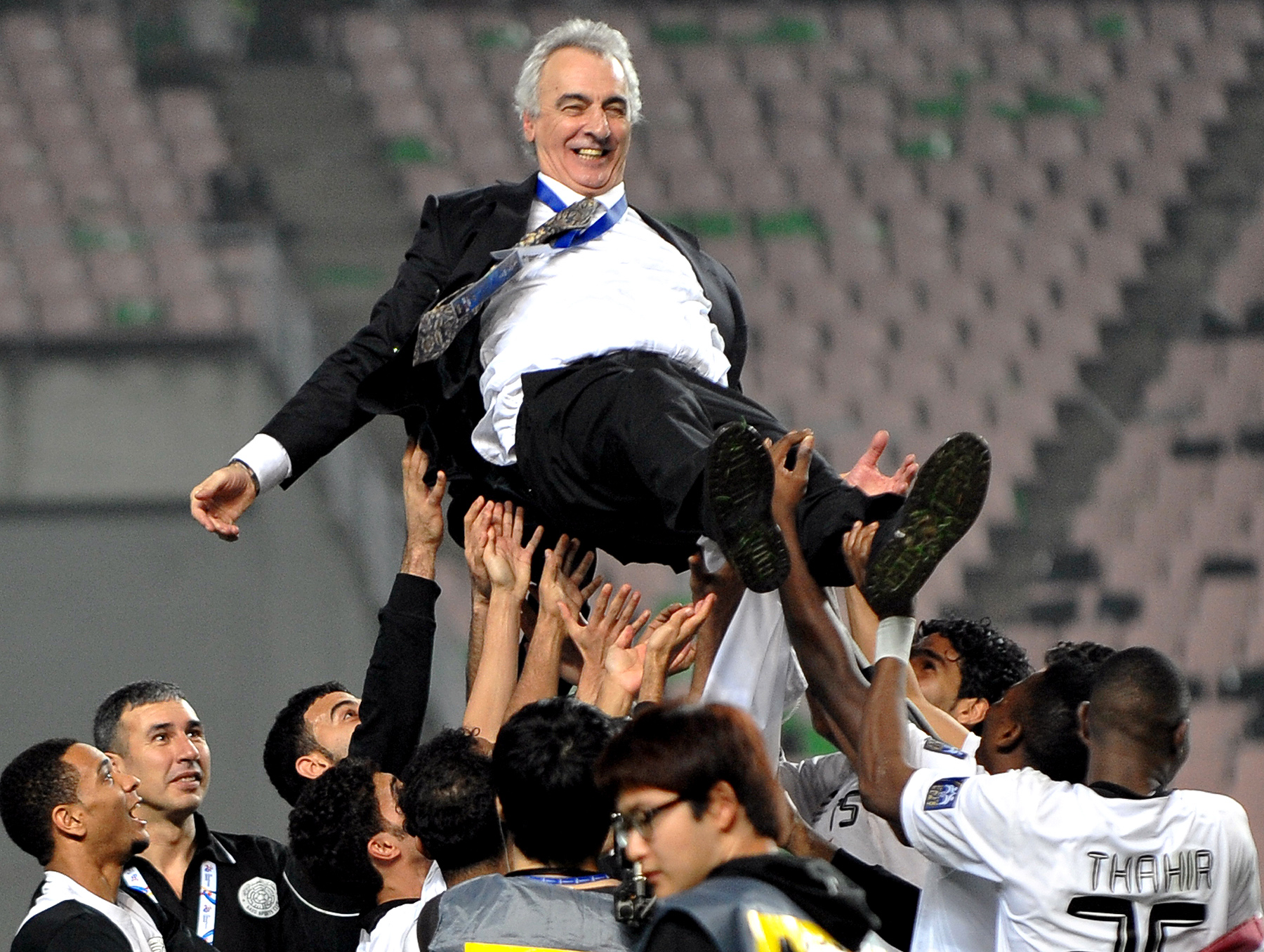
Хорхе Фоссаті святкує перемогу у Лізі чемпіонів АФК сізону 2011 року.

- Чемпіон Уругваю (5):

«Пеньяроль»: 1973, 1974, 1975, 1978, 1979
- Чемпіон Парагваю (1):

«Олімпія» (Асунсьйон): 1983
- Чемпіон Аргентини (1):

«Росаріо Сентраль»: 1986/87

### Як тренера
«Пеньяроль»
- Чемпіон Уругваю: 1996

«ЛДУ Кіто»
- Чемпіон Еквадору: 2003
- Переможець Рекопи Південної Америки: 2009
- Володар Південноамериканського кубка: 2009

«Аль-Садд»
- Чемпіон Катару: 2006/07
- Володар Кубка Еміра Катару: 2007
- Володар Кубка наслідного принца Катару: 2006, 2007
- Володар  Кубка шейха Яссіма: 2007
- Переможець Ліги чемпіонів АФК: 2011

«Серро Портеньйо»
- Чемпіон Парагваю: 2012

«Аль-Райян»
- Чемпіон Катару: 2015/16

Уругвай
- Бронзовий призер Кубка Америки: 2004